# Battaglia di Wattrelos
La battaglia di Wettrelos (detta anche battaglia di Waterloo del 1566 o battaglia di Watrelois) ebbe luogo il 27 dicembre 1566 a Waterloo, all'epoca parte dei Paesi Bassi asburgici.

## Antefatto
Quando nell'agosto del 1566 una furia iconoclasta imperversò nei Paesi Bassi asburgici, i calvinisti radicali presero le armi e occuparono diverse città come Tournai e Valenciennes; in seguito occuparono anche Amsterdam, Anversa, 's-Hertogenbosch e Maastricht. L'esercito governativo iniziò la risposta a questi eventi assediando la città di Valencennes il 6 dicembre 1566. I protestanti guidati da Petrus Datheen decisero unitamente durante un sinodo tenutosi il 16 dicembre nella Nieuwkerkeche che avrebbero fatto ricorso alla resistenza armata contro il governo e che avrebbero tolto d'assedio Valenciennes. A tal fine, venne organizzato un esercito volontario a Lilla, composto da circa 3000 protestanti guidati da Pierre Cornaille. 200 soldati provenienti da Roesbrugge, Hondschoote e Poperinge, guidati da Jan Denys, partirono per Tournai per unirsi al grosso delle forze li presenti.

## La battaglia
Lo stadtholder di Lilla, Maximilian Vilain (signore di Rassenghien), sentì che l'esercito calvinista si stava muovendo verso Tournai ed inviò quindi 50 cavalieri e 150 fanti che furono in grado di sconfiggere il gruppo di Denys a Wattrelos il 27 dicembre nel corso dell'omonima battaglia. Molti dei protestanti cercarono rifugio nella chiesa parrocchiale di Wattrelos, ritirandosi infine nel campanile della chiesa, il quale venne dato alle fiamme dalle forze governative. Tutti i restanti insorti furono uccisi. Denys e pochi altri riuscirono a scappare.

## Conseguenze
Due giorni dopo altri calvinisti furono sconfitti nella battaglia di Lannoy (29 dicembre), ma la maggior parte di loro riuscì a fuggire; poco dopo (dall'1° al 2 gennaio 1567) Tournai fu riconquistata dalle truppe governative sotto il comando di Filippo di Noircarmes. Come conseguenza di queste sconfitte, Valenciennes non poté essere tolta d'assedio e resistette in tutto quasi tre mesi prima di capitolare il 24 marzo dopo aver saputo della sconfitta dei protestanti, massacrati a Oosterweel il 13 marzo di quello stesso anno. Il 22 aprile 1567 Jan Denys venne impiccato a Bruxelles.